# Martin Lartigue
Pour les articles homonymes, voir Lartigue.
Martin Lartigue, né le 2 juillet 1952 à Saint-Tropez (Var), est un acteur et peintre français.

## Biographie
Martin Lartigue est le fils de Jeanne Pico, comédienne et chanteuse, fille du décorateur des Folies Bergère, et de Dany Lartigue, peintre et entomologiste (1921-2017). Il est le petit-fils du photographe Jacques Henri Lartigue (1894-1986), l'arrière petit-fils du compositeur André Messager et de son épouse Hope Temple, surtout connue pour ses chansons. Très naturellement donc, Martin Lartigue débute dans le métier de comédien et devient célèbre avec le rôle de Petit Gibus de La Guerre des boutons (1962) avec la réplique fameuse pour toute une génération : « Ben mon vieux, si j'aurais su j'aurais po v'nu. »
Viennent ensuite Bébert et l'omnibus (1963), et beaucoup de personnages, puis le théâtre avec Robert Dhéry et son spectacle Vos gueules, les mouettes ! . Plutôt que de fréquenter l’école, il passe beaucoup de temps dans l’atelier de son père.
Établi à Sore dans les Landes, il est désormais peintre, sculpteur et céramiste, et ne veut plus être comédien. Il est le créateur des affiches du festival d'Uzeste et a aussi peint les pochettes des albums de la Compagnie Lubat, de Bernard Lubat, d'André Minvielle et de Michel Graillier.
Le 15 juin 2016, Martin Lartigue inaugure, à Sens, une résidence qui porte son nom, construite à la place d'une ancienne usine de boutons par le bailleur social Mon Logis. Lartigue a eu l'occasion de faire découvrir sa peinture et de présenter le film La Guerre des boutons dans les centres de loisirs de la ville de Sens[réf. souhaitée].

## Filmographie

### Cinéma
- 1961 : La Famille Fenouillard : un garnement
- 1962 : La Guerre des boutons : Petit Gibus
- 1963 : Bébert et l'Omnibus : Bébert Martin (sous le nom de Petit Gibus au générique)
- 1971 : Les Mariés de l'an II : un volontaire
- 1972 : César et Rosalie : Lorca
- 2004 : À ce soir de Laure Duthilleul : Martin

### Télévision
- 1967 : Les Aventures de Huckleberry Finn de Marcel Cravenne : Huckleberry